# Лејк Мери Ронан (Монтана)
Лејк Мери Ронан (енгл. Lake Mary Ronan) насељено је место без административног статуса у америчкој савезној држави Монтана.

## Демографија
По попису из 2010. године број становника је 65.
| Група             | 2000.    | 2010.      |
| Белци             | 0 (0,0%) | 62 (95,4%) |
| Афроамериканци    | 0 (0,0%) | 0 (0,0%)   |
| Азијати           | 0 (0,0%) | 0 (0,0%)   |
| Хиспаноамериканци | 0 (0,0%) | 0 (0,0%)   |
| Укупно            | 0        | 65         |